# Bouchra Chaâbi
Bouchra Chaâbi (née le 20 septembre 1980 à Bougargough) est une athlète marocaine, spécialiste du 3 000 mètres steeple. 

## Biographie
Elle remporte le titre du 3 000 mètres steeple lors des championnats d'Afrique 2004, à Brazzaville, dans le temps de 9 min 53 s 46. 

## Palmarès
| Date | Compétition             | Lieu        | Résultat | Épreuve     | Temps          |
| ---- | ----------------------- | ----------- | -------- | ----------- | -------------- |
| 2000 | Championnats d'Afrique  | Alger       | 3e       | 10 000 m    | 34 min 08 s 79 |
| 2002 | Championnats d'Afrique  | Radès       | 6e       | 5 000 m     | 16 min 28 s 02 |
| 2004 | Championnats d'Afrique  | Brazzaville | 5e       | 1 500 m     | 4 min 26 s 35  |
| 2004 | Championnats d'Afrique  | Brazzaville | 1re      | 3 000 m st. | 9 min 53 s 46  |
| 2004 | Jeux panarabes          | Alger       | 3e       | 5 000 m     | 16 min 21 s 17 |
| 2005 | Championnats du monde   | Helsinki    | 10e      | 3 000 m st. | 9 min 47 s 62  |
| 2005 | Jeux de la Francophonie | Niamey      | 2e       | 5 000 m     | 16 min 21 s 54 |
| 2006 | Championnats d'Afrique  | Bambous     | 3e       | 3 000 m st. | 10 min 11 s 52 |
| 2007 | Championnats panarabes  | Amman       | 2e       | 3 000 m st. | 10 min 06 s 54 |
| 2007 | Jeux panarabes          | Le Caire    | 4e       | 1 500 m     | 4 min 26 s 41  |
| 2007 | Jeux panarabes          | Le Caire    | 4e       | 5 000 m     | 19 min 15 s 90 |
| 2009 | Jeux de la Francophonie | Beyrouth    | 1re      | 5 000 m     | 16 min 23 s 05 |
| 2009 | Jeux de la Francophonie | Beyrouth    | 2e       | 10 000 m    | 35 min 32 s 87 |
| 2009 | Championnats panarabes  | Damas       | 3e       | 5 000 m     | 16 min 30 s 33 |

### Records
| Épreuve         | Performance   | Lieu    | Date           |
| --------------- | ------------- | ------- | -------------- |
| 3 000 m steeple | 9 min 30 s 35 | Iráklio | 4 juillet 2004 |